# Club 300-300
Club 300-300 se dit informellement des joueurs des ligues majeures de baseball qui ont 300 coups de circuits et 300 buts volés. Ce chiffre démontre la puissance et la vitesse

## Membres du club 300-300
| Joueur         | Coups de circuit | Buts volés | Années       |
| -------------- | ---------------- | ---------- | ------------ |
| Barry Bonds    | 751              | 514        | 1986-2007    |
| Willie Mays    | 660              | 338        | 1951-1973    |
| Alex Rodriguez | 617              | 301        | 1994-présent |
| André Dawson   | 438              | 314        | 1976-1996    |
| Bobby Bonds    | 332              | 461        | 1968-1981    |
| Steve Finley   | 304              | 320        | 1989-2007    |
| Reggie Sanders | 305              | 304        | 1991-2007    |

## Remarques
- Il y a un seul membre du club 400-400 et 500-500; Barry Bonds
- Bobby Bonds est le père de Barry Bonds
- Dawson et Mays avait déjà 300 coups de circuit quand ils ont volé leur 300e but. Les autres avaient 300 buts volés avant de frapper 300 coups de circuit
- Tous les joueurs ont joué au moins une saison dans la ligue nationale
- Actuellement, Mays et Dawson sont les seuls membres du Temple de la renommée du baseball (il y a trois joueurs actifs; Bonds, Finley et Sanders)
- Cinq des six joueurs ont joué pour les Giants de San Francisco
- Rickey Henderson n'avait que 297 coups de circuits - mais 1406 buts volés.